# Giacinto Artale
Giacinto Artale (Ficarra, 18 aprile 1906 – 30 maggio 1970) è stato un politico italiano.